# Dilara Bikecz
Dilara Bikecz, Diljara Bikecz (zm. 1760 w Bakczysaraju) – żona chana krymskiego Krym Gireja (władał w 1758-1764), którą Adam Mickiewicz i Aleksander Puszkin utożsamiali w swych wierszach z uprowadzoną w jasyr polską szlachcianką Marią Potocką.

## Życiorys
Dilara Bikecz była ulubioną żoną chana Kyryma, po śmierci której chan wybudował zachowane do dziś w Bakczysaraju mauzoleum Dilary, a także ufundował marmurową fontannę mającą symbolizować jego smutek. Wkrótce potem zrzekł się tronu i pogrążył w kontemplacjach. Istnieją dwie teorie na temat pochodzenia Dilary Bikecz. Na podstawie miejscowych podań Mickiewicz w swym sonecie krymskim Grób Potockiej i Puszkin w wierszu Fontanna Bakczysaraju uznali, że Dilara była polską szlachcianką, porwaną przez Tatarów i wcieloną do haremu, gdzie zdobyła miłość chana. Rosyjski autor Murawiew-Apostoł w 1823 podważał tę legendę, twierdząc, że magnacki ród Potocki miał zbyt duże siły, by w połowie XVIII wieku, osłabieni już Tatarzy mogli porwać ich córkę, a nawet gdyby, to zachowałyby się o tym wzmianki historyczne. Tak więc uznał on, że Dilara była Gruzinką. Jednak Mickiewicz argumentował, że o Dilarze-Gruzince nie tylko brak źródeł historycznych, ale nawet ludowych podań, a Maria Potocka nie musiała być z rodu magnackiego, gdyż jest to nazwisko dość popularne wśród Polaków na Ukrainie. 
Współczesne źródła naukowe nie rozstrzygają narodowości Dilary.